# Lope Díaz I de Haro
Lope Díaz I de Haro apelidado "el de Nájera" (morto em 6 de Maio de 1170), filho de Diego Lopes I de Haro e da condessa Maria Sanches, filha do conde Sancho Sanches de Erro e a condessa Elvira Garcia - filha do conde Garcia Ordonhes - foi o quarto senhor de Biscaia entre 1124 a 1170 e tenente em Nájera e Haro.

## Matrimónio e descendência

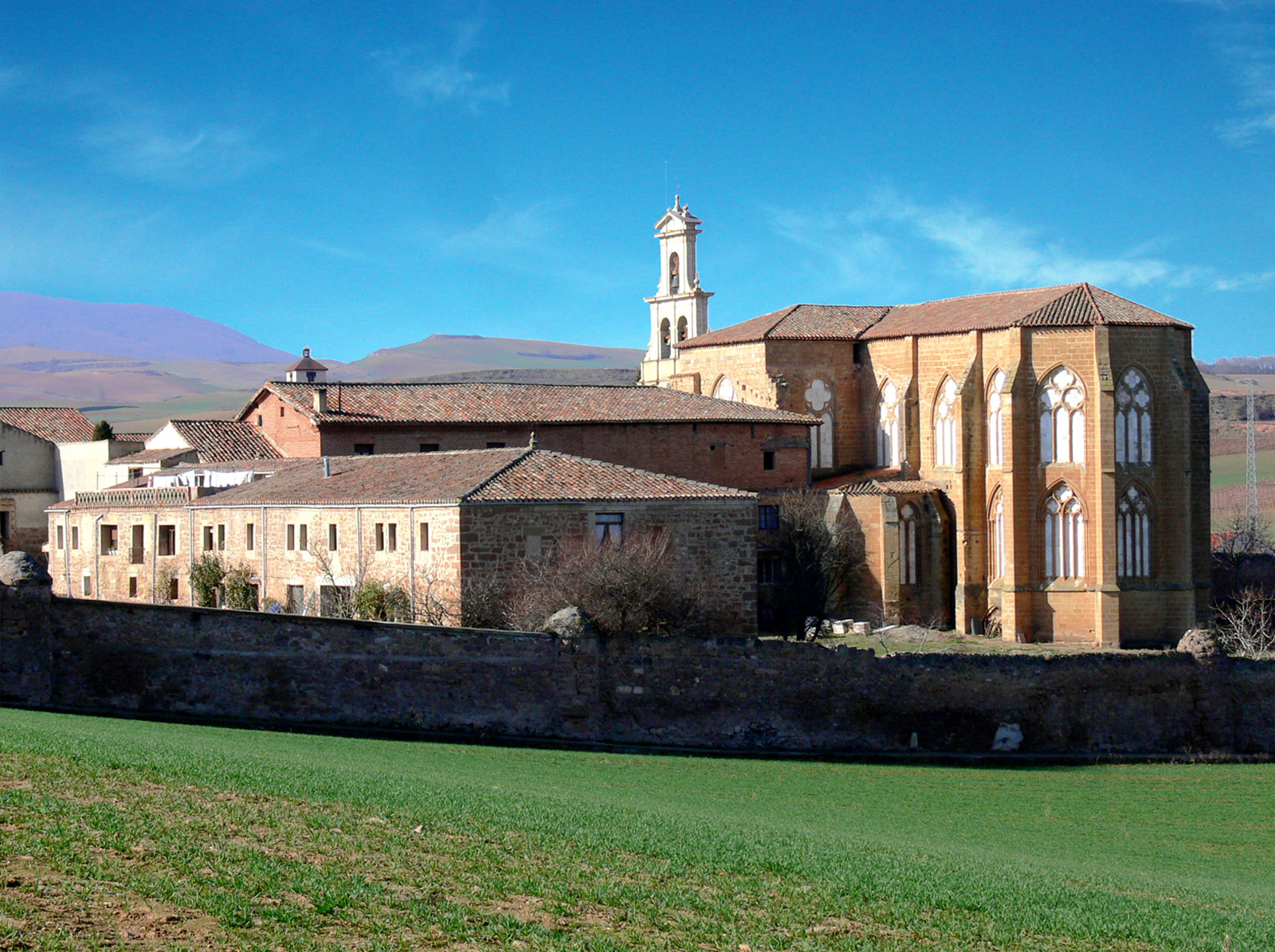
Mosteiro de Cañas, fundado por os condes Lope e Aldonça em Cañas, La Rioja

Casou com Aldonça Rodrigues, provavelmente filha do conde Rodrigo Velaz e Urraca Alvares, de quem teve once filhos:[a][b]
- Diego Lopes II de Haro (m. em 1214),[2] casou duas vezes, a primeira com com Maria Manrique de Lara filha de Manrique Perez de Lara e de Ermesenda, senhora de Narbona,[3] e a segunda vez com Toda Peres de Azagra. Sucedeu a seu pai no senhorio da Biscaia;
- Rodrigo Lopes de Haro (m. antes de janeiro de 1187), mordomo-mor do rei Fernando II;[4][5]
- Mécia Lopes de Haro (m. ca. 1226)[2]condessa pelo seu casamento com o conde Alvar Pérez de Lara e depois de enviuvar abadessa do Mosterio de San Andrés de Arroyo;
- Urraca Lopes de Haro (ca. 1160-13 de março de 1230), casada duas vezes: a primeira com Nuno Mendes, filho do Melendo Nunes y Maria Froilaz,, e a segunda vez em 1185 com o rei Fernando II;[2]
- Aldonça Lopes de Haro,[2] que confirma vários documentos de seus pais e irmãos;
- Elvira Lopes de Haro,[2] também confirma vários documentos de seus pais e irmãos
- Garcia Lopes de Haro, alferes do rei Fernando II a partir de 1186 até 1188, [6][5] aparece na documentação com seus pais e irmãos;
- Sancha Lopes de Haro, confirma a doação feita por sua mãe em 1174.[2]
- Estefânia Lopes de Haro,[2] confirma a doação feita por sua mãe em 1174. Casou-se antes de 1183 com o conde Fernando Ponce de Cabrera "el menor";[7]Em 1200, ambos fazeram uma doação à Catedral de Zamora[8]
- Toda Lopes de Haro,[2] confirma a doação feita por sua mãe em 1174;
- Maria Lopes de Haro,[2] confirma a doação feita por sua mãe em 1174. Foi a esposa de Pedro Rodrigues de Lara, filho do conde Rodrigo Gonçalves de Lara e da condessa Estefânia Ermengol.[9]

Fora do matrimonio, teve três filhos:[c] A condessa Aldonça em suas
- Lope Lopes de Haro, o esposo de Maria de Urgel, também chamada María de Almenara;[2]
- Sancho Lopes de Haro,[2]
- Martim Lopes de Haro.